# Frontière entre la Jordanie et la Syrie
La frontière entre la Jordanie et la Syrie est la frontière séparant la Jordanie et la Syrie.
Longue de 375 km, les vingt derniers kilomètres de la partie occidentale est constituée par la rivière Yarmouk entre le lac de retenue du barrage d'Al-Wehda et sa confluence avec le Jourdain.